# Romas Dressler
Romas Markus Dressler (* 16. Oktober 1987 in Ebersberg) ist ein ehemaliger deutscher Fußballspieler.

## Karriere

### Jugend
Romas Dressler, der als Sohn litauischer Eltern in Ebersberg bei München zur Welt kam, begann seine fußballerische Laufbahn in der Jugend des ATSV Kirchseeon. Von dort wechselte er in die Jugend des TSV 1860 München, bei dem er in einer Mannschaft mit späteren Bundesligaakteuren wie Stefan Aigner oder Fabian Johnson spielte. Die nächste Station war die SpVgg Unterhaching, mit der Dressler in der Saison 2004/05 aus der A-Junioren Bundesliga abstieg. Aufgrund eines Wechsels zum Hamburger SV spielte Dressler auch in der Saison 2005/06 in der A-Junioren Bundesliga und erzielte in jener Spielzeit fünf Treffer für die Norddeutschen. Seine Beweggründe für den Wechsel in die Hansestadt schilderte Dressler wie folgt:

„Ich stand damals kurz vor dem Abi, und der HSV bot mir die Möglichkeit, neben dem Fußball das Gymnasium abschließen zu können.“

„Der frühe Weggang aus dem Elternhaus und dazu in eine so große Stadt, das war natürlich nicht einfach, aber es hat meine Persönlichkeit geprägt.“

### Senioren
Am 5. August 2006 machte Dressler sein erstes Spiel im Seniorenbereich. Im Auswärtsspiel der zweiten Mannschaft des Hamburger SV beim 1. FC Magdeburg wurde der Stürmer in der 89. Minute eingewechselt. Insgesamt bestritt Romas Dressler in der Saison 2006/07 der damals drittklassigen Regionalliga Nord 16 Spiele, bei denen er jeweils als Einwechselspieler zum Zuge kam. Dressler durfte zwar auch bei der ersten Mannschaft des HSV mittrainieren, doch der Durchbruch in die Profimannschaft blieb ihm verwehrt. Nachdem er den Verantwortlichen von AS Lucchese Libertas bei einem Turnier des HSV in der Schweiz aufgefallen war, überzeugte Dressler diese in einem Probetraining und wechselte schließlich im Sommer 2007 zu dem toskanischen Verein, der gerade in die dritte Liga abgestiegen war. In Lucca waren seine Spielanteile allerdings so gering, dass er schon im November 2007 zum sardischen Viertligisten Olbia Calcio 1905 weitertransferiert wurde. Auch Dresslers Aufenthalt in Sardinien war nicht von langer Dauer. Unregelmäßige Gehaltszahlungen und fehlende Unterstützung während einer längeren Verletzungspause waren zwei Faktoren dafür, dass Dressler den Verein am Ende der Saison 2007/08 wieder verließ. Trotzdem zog Dressler im Rückblick ein positives Fazit über seine Zeit in Italien:

„Der Wechsel ins Ausland war eine wertvolle Erfahrung für mich, und nebenbei habe ich auch noch italienisch gelernt.“

Reiner Geyer, der Romas Dressler noch aus der Bayernauswahl kannte, war es schließlich, der den hochgewachsenen Stürmer für die zweite Mannschaft der SpVgg Greuther Fürth verpflichtete. Bei den Mittelfranken konnte Dressler direkt mit guten Leistungen überzeugen. In seinen ersten drei Einsätzen für die Zweitliga-Reserve erzielte er drei Treffer. Insgesamt trug der Stürmer mit 15 Toren maßgeblich dazu bei, dass die junge Mannschaft um Talente wie Edgar Prib, Nicolai Müller und Sercan Sararer den Klassenerhalt in der Regionalligasaison 2008/09 erreichen konnte. Seine gute Trefferquote blieb auch bei höherklassigen Vereinen nicht unbemerkt. Mehrere Interessenten meldeten sich bei Dressler, unter anderem auch WSV-Trainer Uwe Fuchs, der den Stürmer schließlich davon überzeugen konnte, sich dem Wuppertaler SV in der 3. Fußball-Liga anzuschließen. Beim WSV feierte Dressler einen Einstand nach Maß. Im ersten Saisonspiel beim 1. FC Heidenheim erzielte er nach seiner Einwechslung in der 51. Minute den zwischenzeitlichen 1:1-Ausgleich und bereitete den Treffer zum 2:2 vor. Trotz dieses guten Debüts konnte sich Dressler, auch verletzungsbedingt, nicht in die Stammformation der Wuppertaler spielen und kam meist nur als Einwechselspieler zum Einsatz. Insgesamt verbuchte er für die Rot-Blauen vier Treffer in 22 Spielen und musste mit seiner Mannschaft den Abstieg aus der 3. Liga hinnehmen. Nach der Saison wurde bekannt, dass der Wuppertaler SV nicht mehr mit Dressler plante.
Der Chemnitzer FC zeigte Interesse an dem Angreifer und vermeldete im Juni 2010 die Verpflichtung Dresslers. Sein Debüt für die Himmelblauen gab Dressler am 1. Spieltag der Saison 2010/11 der Regionalliga Nord. Im Auswärtsspiel beim VFC Plauen wurde der Angreifer in der 70. Minute eingewechselt. Auch beim überraschenden Sieg im DFB-Pokal über den Bundesligisten FC St. Pauli wirkte Dressler mit. Insgesamt trug der Stürmer 2 Treffer in 8 Einsätzen zum Aufstieg der Sachsen in die 3. Liga bei. Größer war sein Anteil am Klassenerhalt der zweiten Mannschaft der Chemnitzer in der Oberliga Nordost, Gruppe Süd. Mit zwölf Treffern in 15 Spielen war er ein maßgeblicher Faktor dafür, dass die erst zur Saison 2010/11 aufgestiegene Zweitvertretung auch in der Folgesaison in der fünfthöchsten Klasse mitwirken konnte. Im Mai 2011 gab der Chemnitzer FC bekannt, dass der Vertrag mit Romas Dressler nicht verlängert werde. Die Suche nach einem neuen Verein wurde dem Angreifer dann durch eine Sprunggelenksverletzung erschwert. Eine Operation beim Sportmediziner Hans-Wilhelm Müller-Wohlfahrt konnte den Heilungsprozess entscheidend verbessern. Während Dresslers Rekonvaleszenz meldete sich Ronald Borchers, Trainer des Regionalligisten Wormatia Worms, bei dem Stürmer und erkundigte sich nach dessen Gesundheitszustand. Gleichzeitig bekundete Borchers sein Interesse an einer Verpflichtung Dresslers in der Winterpause der Saison 2011/12, welche nach einer sportmedizinischen Untersuchung in Worms auch zustande kam.

„Ich bin Herrn Borchers menschlich sehr dankbar dafür, wie er sich um mich gekümmert hat, wie er mich wieder aufgebaut und sich für mich eingesetzt hat“

Es dauerte bis zu seinem sechsten Einsatz für die Rheinhessen, ehe Dressler zum ersten Mal traf. Insgesamt schoss er in der Saison 2011/12, in der die Wormatia den vierten Platz in der Abschlusstabelle belegte, fünf Tore in 12 Spielen. Höhepunkt der Saison war allerdings der Sieg Wormatias im Südwestpokal, der zur Teilnahme am DFB-Pokal in der Saison 2012/13 berechtigte. Sowohl im Halbfinale beim SVN Zweibrücken als auch im Finale gegen den FK Pirmasens konnte Dressler je einen Treffer erzielen. Die sportliche Leitung war mit Dresslers Auftritten derart zufrieden, dass man schon im April 2012 seinen ursprünglich zum Saisonende auslaufenden Vertrag bis 2013 verlängerte. Bundesweit machte der Stürmer auf sich aufmerksam, als er in der 1. Runde des DFB-Pokals 2012/13 den Siegtreffer zum überraschenden 2:1 der Wormatia über den Zweitligisten Hertha BSC erzielte. In der Regionalliga konnte Dressler, der auch in der Spielzeit 2012/13 nicht von Verletzungen verschont blieb, in 22 Einsätzen insgesamt acht Treffer erzielen. Im Juni 2013 gab Wormatia Worms bekannt, dass man sich mit Dressler nicht über eine Vertragsverlängerung einig wurde.
Zur Saison 2013/14 erhielt Dressler einen Zweijahresvertrag beim SSV Jahn Regensburg. Dresslers Zeit in Regensburg wurde immer wieder von Verletzungen getrübt, so dass er nur 23 von 60 möglichen Ligaspielen absolvieren konnte, ehe sein Vertrag im Januar 2015 vorzeitig aufgelöst wurde. In diesen 23 Spielen schoss Dressler sechs Tore für die Oberpfälzer. Seinen letzten Treffer erzielte der Stürmer beim 4:4 am 5. Spieltag der Saison 2014/15 gegen Hansa Rostock.
Noch im Januar 2015 unterschrieb Dressler einen Vertrag beim Regionalligisten Eintracht Trier bis zum 30. Juni 2015.
Wenige Monate später, zur Saison 2015/16, wechselte er zum FC Kray in die Regionalliga West. Mit dem Essener Verein stieg er in die Oberliga Niederrhein ab. Im Januar 2017 löste Dressler seinen Vertrag auf und wechselte zum Ligakonkurrenten 1. FC Bocholt. Im Dezember 2017 beendete er verletzungsbedingt seine Karriere.